# Ферьер-ле-Ре
Ферье́р-ле-Ре (фр. Ferrières-lès-Ray) — коммуна во Франции, находится в регионе Франш-Конте. Департамент — Верхняя Сона. Входит в состав кантона Дампьер-сюр-Салон. Округ коммуны — Везуль.
Код INSEE коммуны — 70231.

## География
Коммуна расположена приблизительно в 300 км к юго-востоку от Парижа, в 45 км северо-западнее Безансона, в 27 км к западу от Везуля.
Вдоль южной границы коммуны протекает река Сона.

## Население
Население коммуны на 2010 год составляло 40 человек.
| 1962 | 1968 | 1975 | 1982 | 1990 | 1999 | 2010 |
| ---- | ---- | ---- | ---- | ---- | ---- | ---- |
| 62   | 67   | 53   | 38   | 47   | 35   | 40   |

## Администрация
| Период | Период | Фамилия         | Партия | Примечания |
| ------ | ------ | --------------- | ------ | ---------- |
| 2001   | 2008   | Бернадет Коллен |        |            |
| 2008   | 2014   | Фабьен Ришардо  |        |            |

## Экономика

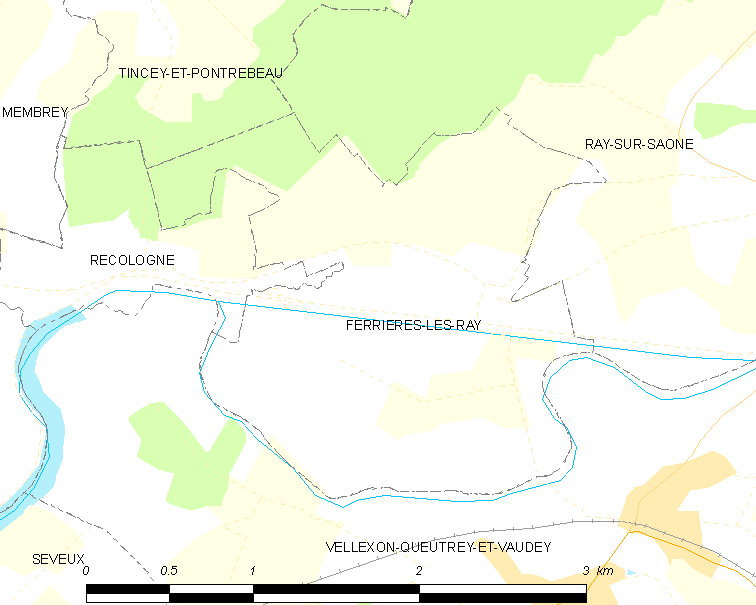
Карта коммуны

В 2010 году среди 23 человек трудоспособного возраста (15—64 лет) 16 были экономически активными, 7 — неактивными (показатель активности — 69,6 %, в 1999 году было 70,6 %). Из 16 активных жителей работали 15 человек (8 мужчин и 7 женщин), безработной была 1 женщина. Среди 7 неактивных 3 человека были учениками или студентами, 2 — пенсионерами, 2 были неактивными по другим причинам.